# ونکو
ونکو (به فرانسوی: Venaco) یک کمون در فرانسه است که در کرس شمالی واقع شده‌است.

## خصوصیات
ونکو ۵۳٫۷۲ کیلومترمربع مساحت و ۷۵۲ نفر جمعیت دارد.